# Pistol
Pistol – złota moneta hiszpańska o wartości podwójnego escudo wprowadzona do mennictwa przez Filipa II, bita także w niektórych innych krajach europejskich, po raz ostatni w Brunszwiku i Lüneburgu w 1803 r. Na awersie przedstawiony był portret monarszy, na rewersie zaś tarcza herbowa albo inny znak oficjalny. 
Pistol początkowo zawierał 6,2 grama czystego złota (w końcu XVIII w. – tylko 5,92 grama).
Naśladowany był w wielu krajach europejskich:
- we Francji od 1641 r. w postaci luidora,
- w Niemczech np. jako
  - augustdor
  - friedrichsdor
  - adolfsdor
  - inne złote monety o wartości 5 talarów.

2 pistole odpowiadały 1 dublonowi.